# ケッテンクラート

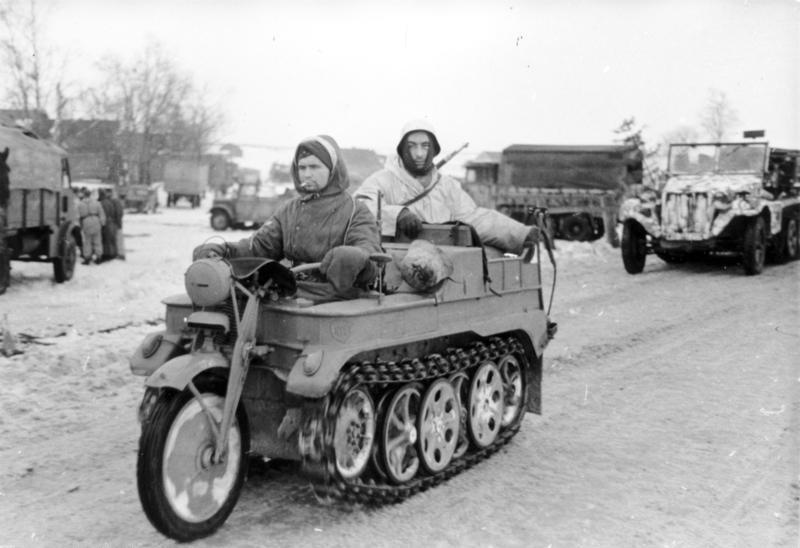
Kettenkrad Winter 1943/44 in Russia

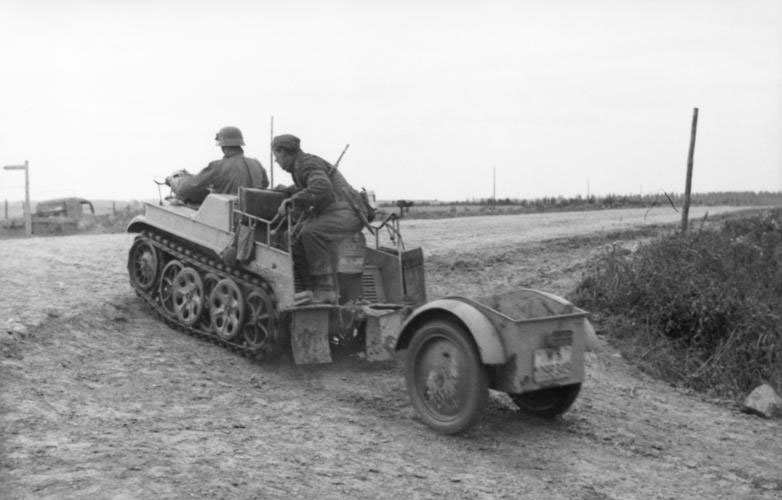
Kettenkrad with trailer Sd.Anh. 1, Russia 1943

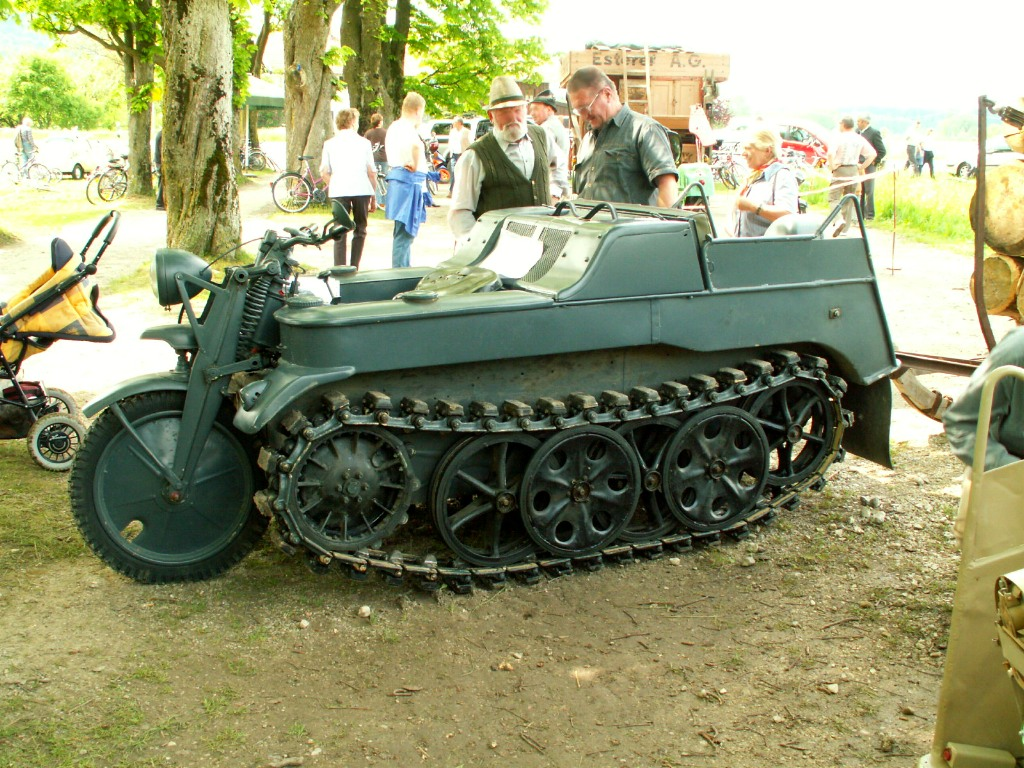
ケッテンクラート（1943年製）

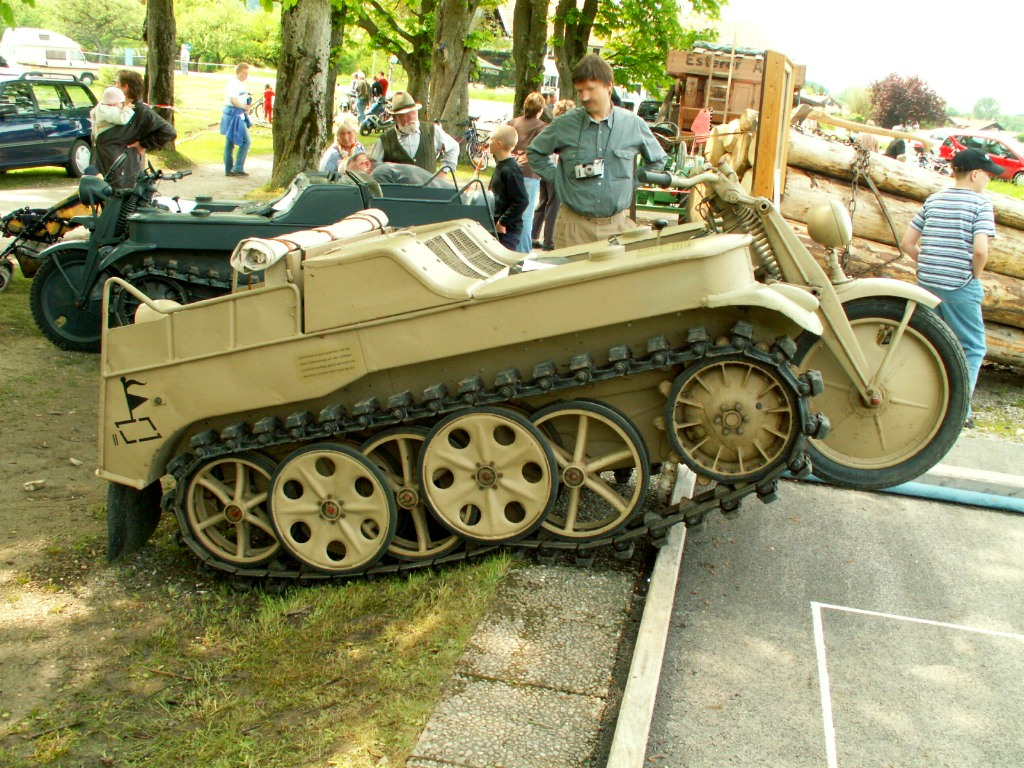
ケッテンクラート（1944年製）

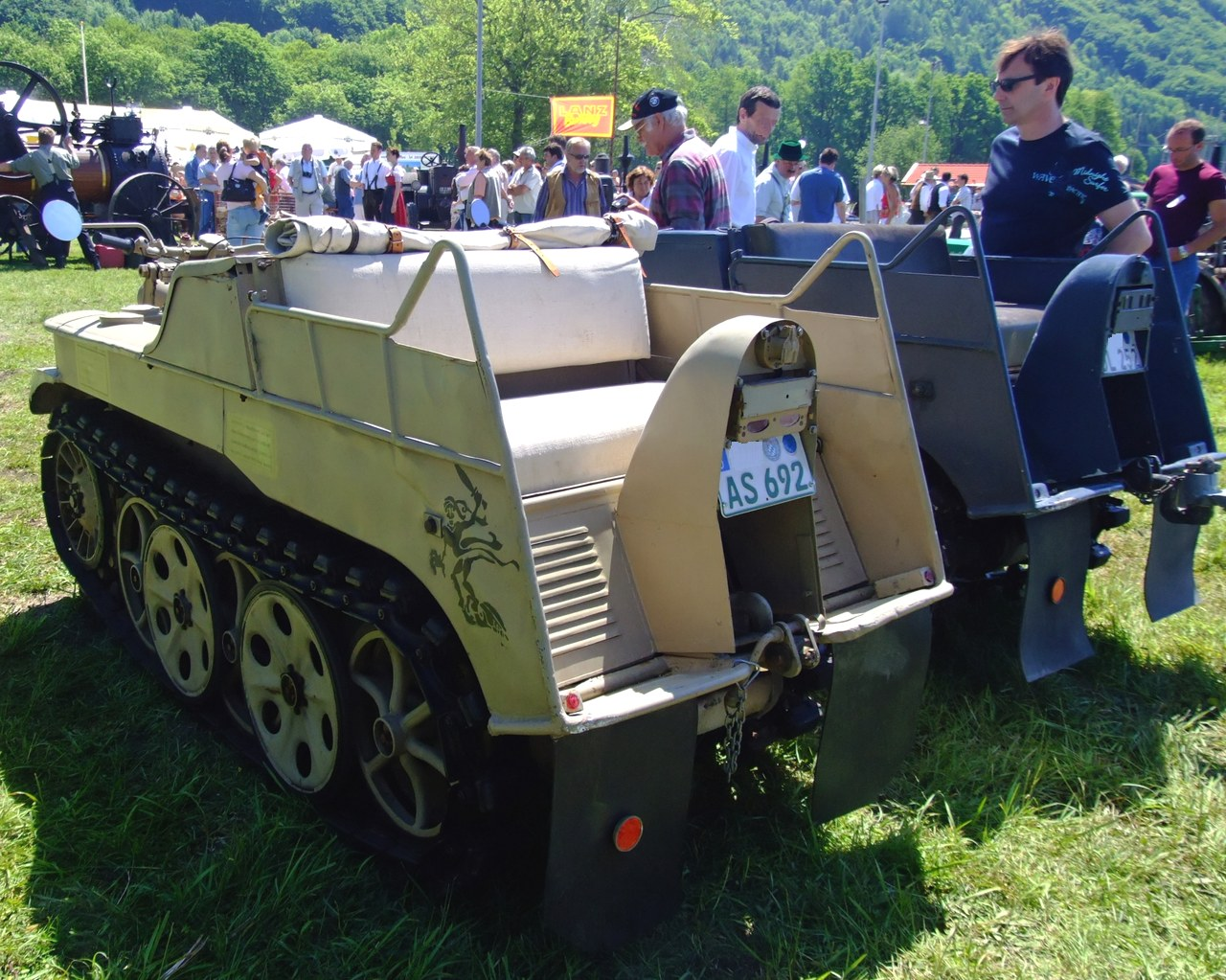
リア

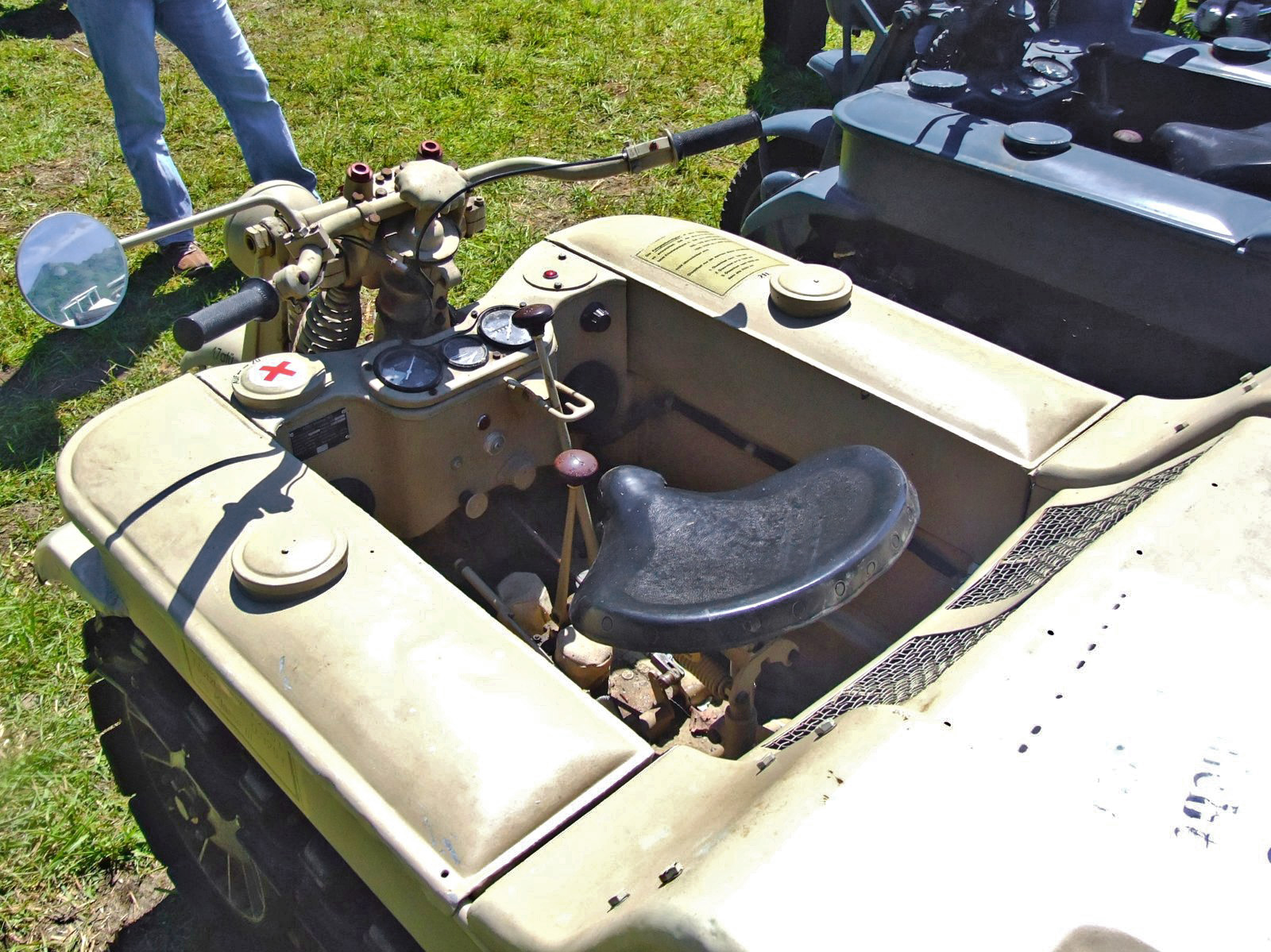
操縦席

ケッテンクラート（独: Kettenkrad）は第二次世界大戦期にドイツで開発された半装軌車である。
元々は第二次大戦前の1938年に、森林で使える民間向け小型トラクターとしてNSU社が開発を始めたKfz.620で、1940年にドイツ国防軍が軍用トラクターとしてこれを求め、試験の結果エンジンの変更や構造の強化など改良が加えられ、大幅に外見が変わって採用された。1941年6月21日には、Sd.Kfz 2の制式番号が与えられた。

## 概要
ケッテンクラートは1941年から1944年にかけてNSU社とストーベル社により8345輌が生産され、大戦後にも550輌が再生産された。派生型として、電線敷設用のSd Kfz 2/1と、重電線敷設用のSd Kfz 2/2が存在する。
制式名称はクライネス・ケッテンクラフトラート(独: Kleines Kettenkraftrad)で、逐語訳すると「小型装軌式オートバイ」である。軍の制式番号はSd.Kfz.2、NSUの型式はTyp(Type) HK 101である。ケッテン(独: Ketten)とは鎖、つまり履帯を意味し、クラフトラート(独: Kraftrad)はオートバイに対する当時の言い回しで、現代のドイツ語における"Motorrad"に相当する。兵語としてはさらにクラート(独: Krad)と略される。 
本来はグライダーで空挺降下させ無反動砲などの牽引を目的とした降下猟兵向け車輌として配備されたが、東部戦線の泥濘の中で従来のオートバイやサイドカーが使用できなくなったことから、陸軍や武装SSでも使用されることとなった。また、空軍基地でも航空機などの牽引用トラクターとしての任務に就いていた。
2本の無限軌道で駆動し、1輪の前輪で操舵する構成が特徴で、操縦席の他に2座席がエンジンルーム後方に後向きに備わる。
動力には、大戦直前のドイツで最新の量産型乗用車であった1938年型オペル・オリンピア用のガソリンエンジン(1488cc水冷直列4気筒OHV、36HP/3,500rpm)をベースに、オイルパンなどの細部を改変して転用した。オペル純正品のカーター(Carter)型シングルキャブレターが装備されたエンジンは、オリンピアとは前後逆の向き(フライホイールとクラッチが前、クランクプーリーが後)に、駆動軸の位置に合わせて車体中央に縦置き搭載された。
変速機は前進3速・後退1速の手動変速機と2速の副変速機からなり、副変速機をハイレンジにしてエンジンの許容回転速度で運転した場合の最高速度は70km/hに設計されていたが、騒音が酷いこともあり実用上の速度域は50km/h以下と言われている。
燃料タンクは操縦席の左右に独立して設置され、ラジエターはエンジンの後に置かれた。ラジエターには冷却ファンと寒冷時の過冷却を防ぐシャッターが備わるが、ファンはクランクプーリー直付けではなく、ジョイントを介して動力が伝えられる。電装は6Vで、バッテリーを車体右側に積む。重量は1,250kgと重く、旋回時の引きずり抵抗を減らして操縦性を向上させるために、ステアリングポストとフロントフォークは鉛直に対し8度という比較的小さいキャスター角で取り付けられた。さらに、旋回時の抵抗の減少と直進性を両立するため履帯の接地面は平行四辺形となっている。履帯のコマ数は80で、ゴムパッド付きである。サスペンションとロードホイール(転輪)は、多くのドイツ軍履帯式車両に見られる、トーションバー・スプリングを用いたスウィングアーム(トレーリングアーム)とオーバーラップ式転輪の組み合わせである。
ドライブスプロケット(起動輪)の駆動軸は一般的な自動車と同様に左右が同じ方向に駆動される方式のため、二つの履帯を逆に回転させる超信地旋回は不可能である。左右の駆動軸の間には差動装置が備わるが、全長に対する履帯の接地長が大きいため前輪のみでの操向(旋回)は不可能である。そのため、左右のドライブスプロケットに設けられたブレーキドラムとステアリングシャフトとはリンケージとX字形に交差するロッドでつながっており、一定以上の舵角でカーブ内側のスプロケットにブレーキがかかり、その履帯の速度が落ちる仕組みになっている。通常の制動操作では両側に均等にブレーキがかかる。また、前輪はブレーキ装置を持たない。これらが示すように、前輪は無くても走行は可能で、東部戦線の泥濘期(春の雪解けや秋の雨によってもたらされる、地面一帯が泥沼と化する期間)においては、前輪とフォークやフェンダーの間に泥が詰まって走行抵抗が大きく増えるため、前輪を外して使用していたという事例もある。一般的に半装軌車の場合、荷重が前輪と履帯とに分散され、舗装路面では走行抵抗が減少し、わずかだが最高速度と燃費を改善することができる。
スロットル操作はハンドル右側のグリップで行い、変速操作はフロア配置の2本の変速レバーで行う。左側ステップにクラッチペダル、右側にはブレーキペダルがあるが、ペダルの構造は通常の自動車とは異なり、ステップの後方から前方に向かって生えている。キックスターターのレバーのように後ろ向きに踏み込む動作となり、要する踏力も大きい(重い)。また、ペダルを踏みやすいようにニーパッド(膝あて)が車体前面の内側に設けられている。
生産途上でフロントフォークの形状とフロントシャフトの取り付け方法が変更となり、前照灯も省略され、1944年頃には履帯部の泥除けも廃止されている。

## 主要諸元
| Technische Daten NSU Kettenkrad | Technische Daten NSU Kettenkrad                          |
| ------------------------------- | -------------------------------------------------------- |
| 全長: 幅 高さ:                  | 3000 mm 1000 mm 1200 mm                                  |
| エンジン:                       | 水冷直列4気筒・3ベアリング OHV (Opel Olympia 用の転用）  |
| 排気量: ボア x ストローク:      | 1478 cm³ (登録排気量)/ 1488 cm³ (実排気量) 80 mm x 74 mm |
| 圧縮比:                         | 1:6                                                      |
| 出力:                           | 36 PS (26 kW) 3400回転 /min                              |
| 最高速度:                       | 70 km/h                                                  |
| 重量:                           | 1560 kg                                                  |
| 変速機:                         | 前進 3 / 後退 1 x 2段副変速                              |
| クラッチ形式:                   | 乾式単板                                                 |
| 燃費: 燃料タンク:個数 x 容量    | 16-22 l/100 km - 走行地形により変動 2 x 21 Liter         |
| キャブレター:                   | SOLEX Geländevergaser Typ 32 FJ-II                       |
| 前輪タイヤサイズ:               | 3.50-19                                                  |

## 生産状況

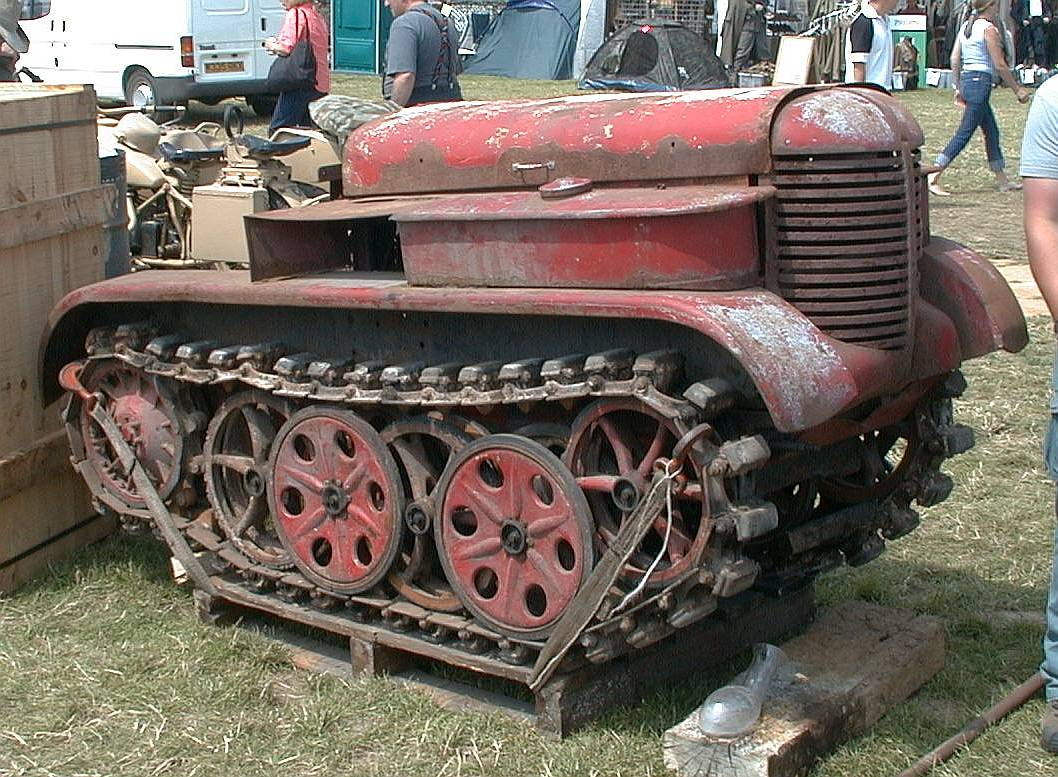
民需用トラクター

ケッテンクラートは、NSUのネッカーズルム工場で、1940年から試験型が500輌、量産型が7500輌製造された。また、1943年からは、ストゥヴァー社のシュテッティン工場で1300輌がライセンス生産されている。さらに1944年夏に、生産体制を強化するため、フランスに3番目の工場を建設する予定であったが、戦局の悪化により実現しなかった。
第二次世界大戦後の西ドイツでNSUが再建され、既存の設備や部品を使用して1948年に550輌が民需用として再生産された。これは前輪が廃止され全装軌車となり、レバー操作によるクレトラック式のみでの操行に変更されていた。これらの戦後製ケッテンクラートは外貨獲得策の一環として輸出され、各国で農業や林業に従事している。

## 派生型

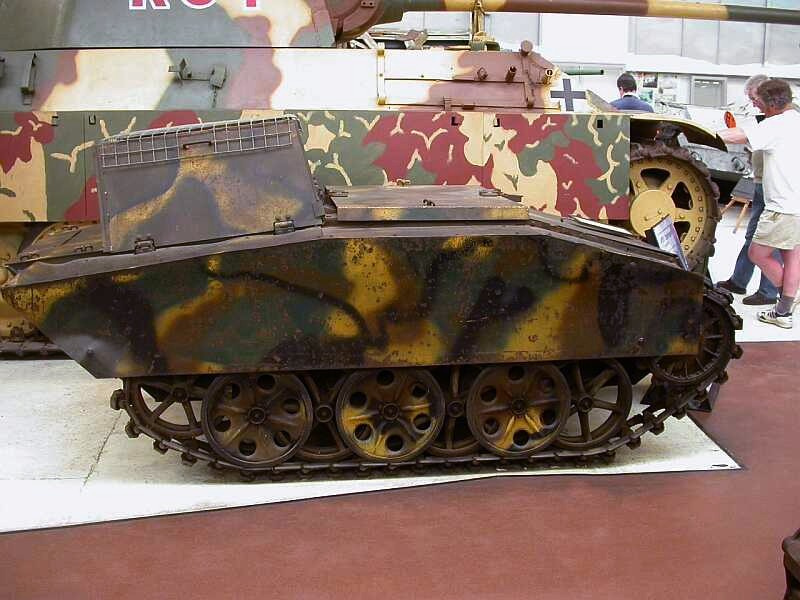
シュプリンガー

シュプリンガー(ドイツ語で『ノミ』のこと、正式名称：Mittlerer Ladungsträger Springer, Sd.Kfz. 304、中型装薬運搬車シュプリンガー・特殊車輌304番)は、ケッテンクラートの部品を用いた爆薬運搬車輌である。1942年春、NSU社によりケッテンクラートの後部座席跡に500kgの爆薬を搭載、人間が乗って目標の手前まで接近、無線操縦に切り替えて突入させ自爆する爆薬運搬車（これも兵士たちによりシュプリンガーと呼ばれた）が作られ、クリミアで実戦投入されたが、重心が高く荒地での走行性能が劣っていた。このタイプの運用結果を元に改良した三種類の試作車では爆薬が300kgに減らされ、このうちHK102型では車体が延長され安定性が増し、これを元に新型シュプリンガーが完成した。そして信頼性に劣る小型のゴリアテや、コストが高く整備が難しいボルクヴァルトB IVに代わる、ケッテンクラートから部品を流用した、より低コストの無人爆薬運搬車輌として採用された。500輌が発注され1944年10月から生産が開始されたが、既に守勢のドイツ軍ではこの手の車輌の出番が減ってしまったこともあり、結局翌年2月までに50輌しか完成しなかった。

## 登場作品

### 映画
『プライベート・ライアン』
物語終盤において、鹵獲したケッテンクラートが敵戦車を引きつけるための囮（おとり）として使用される。映画の中では「ラビット」と呼ばれているが、単にティーガー戦車という虎を惹きつけるための、囮の兎という意味である。

### 漫画・アニメ
『シェイファー・ハウンド』
シェイファー・ハウンド部隊の捜索・連絡用として使用。
『少女終末旅行』
主人公のチトとユーリが旅の移動や物資運搬のために使用。
『ストライク・ザ・ブラッド』
アニメ第16話にて、煌坂紗矢華が使用。
『パンプキン・シザーズ』
オレルド准尉がカルッセルの街にて乗用。
『豹と狼 ドイツ軍5号戦車1944』
M4中戦車隊に囲まれたウォルフのV号戦車に、本車に乗ったオリガが援軍に駆け付け、担いだパンツァーファウストで敵を撃破する。

### ゲーム
『コール オブ デューティ ファイネストアワー』
ドイツ軍の半装軌車として登場する。
『バトルフィールド1942』
ドイツ軍の輸送車両として後部座席にMG42を搭載した車両が登場する。
『バトルフィールド5』
ドイツ軍の移動用車両として登場、1942と違い後部座席に機関銃は搭載されていない

### その他
『所さんの学校では教えてくれないそこんトコロ! 世界中のぶっ飛び達人からまさかの大実験まで!こいつは春からありえねぇ～!!超豪華3時間スペシャル!』（2012年3月23日放映）
走行シーンが披露された。ホストの所ジョージも運転した。